# يوكي مياوتشي
يوكي مياوتشي (باليابانية: 宮内 雄希) (مواليد 27 أكتوبر 1995) هو لاعب كرة قدم ياباني.

## وصلات خارجية
- يوكي مياوتشي على موقع رابطة كرة القدم اليابانية للمحترفين (اليابانية)
- يوكي مياوتشي على موقع قاعدة بيانات كرة القدم.إي يو (الإنجليزية)
- يوكي مياوتشي على موقع Soccerway.com (الإنجليزية)
- يوكي مياوتشي على موقع عالم كرة القدم.نت (الإنجليزية)